# Internazionali d'Italia 1973
Italian Open 1973 - чоловічий і жіночий тенісний турнір, що проходив на відкритих кортах з ґрунтовим покриттям Foro Italico в Римі (Італія). Належав до серії Commercial Union Assurance Grand Prix 1973. Відбувсь утридцяте і тривав з 2 до 10 червня 1973 року. Змагання в одиночному розряді виграли Іліє Настасе та Івонн Гулагонг.

## Фінальна частина

### Одиночний розряд, чоловіки
Іліє Настасе —  Мануель Орантес 6–1, 6–1, 6–1

### Одиночний розряд, жінки
Івонн Гулагонг —  Кріс Еверт 7–6, 6–0

### Парний розряд, чоловіки
Джон Ньюкомб /  Том Оккер —  Росс Кейс /  Джефф Мастерз 6–3, 6–2, 6–4

### Парний розряд, жінки
Вірджинія Вейд /  Ольга Морозова —  Рената Томанова /  Мартіна Навратілова 3–6, 6–2, 7–5